# Saint-Martin-la-Plaine
Saint-Martin-la-Plaine è un comune francese di 3 749 abitanti situato nel dipartimento della Loira della regione dell'Alvernia-Rodano-Alpi.

## Società

### Evoluzione demografica
Abitanti censiti